# 冨樫義博
冨樫義博（1966年4月27日—），小名為Yoshirin。出生於日本山形縣新市，日本男性漫画家，是《幽遊白書》與《HUNTER×HUNTER》的作者 。在1999年與武内直子結婚。弟弟是成人漫畫家冨樫秀昭。

## 生平
1986年就讀山形大學教育系期間開始繪畫並發佈漫畫，並在1987年發表《FLY STREET》後獲得第34屆手塚獎，從此出道。1990年因畫了《幽遊白書》而大受歡迎。他的繳稅總額高居日本第76位。1997年12月24日與漫畫家武內直子合出一本同人誌，他畫了武內直子的作品《美少女戰士》，武內直子也畫了一些平常不可能畫的東西，並且書中還有他們的唇印，附註是「冨樫王子」與「直子公主」的聖誕禮物，自此時起二人的八卦謠言滿天飛，據說是萩原一至牽線。
冨樫以豐富的想像力和故事內容、有真實人性而具細膩感情的塑造人物出名 。目前他的漫畫作品《HUNTER×HUNTER》在日本《週刊少年Jump》連載中。冨樫愛好棒球（在《幽遊白書》的Free Talk中多次提到）、搖滾樂、養蛇、玩電玩遊戲。
分鏡掌握的技巧讓其超越許多同期漫畫家，故事的原創性極強，所創造角色的個性鮮明，許多橋段也參雜許多哲學命題於其中，創造有深度的作品。

## 個人生活
1999年1月冨樫義博與武内直子結婚。2000年11月夫婦有了一個兒子。2009年12月25日發售的《HUNTER×HUNTER》第27卷單行本的作者介紹裡明確表示自己有了第二個孩子，而且第二個小孩已經1歲
。不過並未公布第二子的性別。2012年12月底的《JUMP FESTA》中留下「女兒好可愛」的訊息。
冨樫義博花很多時間在家用遊戲機上，熱愛PlayStation。經常與朋友打麻將，而在休刊期間，更以自己名義舉辦「冨樫盃」麻將大賽，獎勵是冨樫漫畫繪手稿筆名。
2022年5月24日，冨樫義博以本名開設Twitter帳戶，並称「還剩4話」，引起熱議。開通僅三天，關注數就已經突破200萬，更超越堀越耕平，成為Twitter上最多追蹤者的日本漫畫家。集英社在不久后證實该账户为本人开设。現時他在Twitter上的內容主要是自己作品的進度。

## 休刊爭議
自2006年以來，冨樫義博所連載的《HUNTER×HUNTER》經常以各種理由休刊或拖稿，包括：出外取材、家庭旅行、照顧剛出生的孩子、沒靈感、生病、腰痛等，日本網友將其評為「最常休刊的漫画家」。
不過本人表示真正的原因是沉重的稅金以及健康問題。冨樫義博在《週刊少年JUMP》創刊50周年的感想區中提及在自己連載的作品、所賺到的有高達70%用于交稅和其他支出，這事讓他感到困擾，甚至坦言自己根本不在意電動獲得的成就。至於在健康方面，冨樫在2022年宣布舉辦出道35週年個人展覽時提及自己已經被腰痛的問題困擾長達兩年，甚至痛到不能坐在椅子上的地步，只能躺着作畫。儘管如此，富堅義博的作品仍為最期待的作品之一，是跳脫體制一個自我風格極強的漫畫家，休刊爭議也體現其在漫畫圈的影響力及特權。

## 作品列表
- 誇張的生日禮物（意外的生日禮物）：1987年開始在《週刊少年Jump》連載。
- 奥卡爾特偵探團：1988年至1989年。
- 淘氣愛神（てんで性悪キューピッド）全4卷（1989年32号－1990年13号，集英社）
- 狼人我愛你（狼なんて怖くない!!）（1989年20號、集英社）

《狼人我愛你》
《靈異偵探團》
《恐怖天使》
《誇張的生日禮物》
《狂飆快速直球》
- FLY STREET：1989年。
- 惡魔家庭：1989年至1990年。
- 幽遊白書（幽☆遊☆白書）全19卷（1990年51號－1994年32號，集英社）東立出版、中信出版集团出版
- TWO SHOTS：1992年。
- 老师比我小：1992年。
- LEVEL E（レベルE）全3卷 （1995年42號－1997年3、4合併號，集英社） 東立、新经典文化出版
- HUNTER×HUNTER（HUNTER×HUNTER）共36卷（1998年14号－連載中，集英社）東立、中少动漫出版（持續休刊中）

## 關聯人物
- 高橋俊昌（日语：高橋俊昌）：冨樫早期的責任編輯，一直擔任到《幽遊白書》連載中期為止。
- 味野久仁和（味野くにお）：《幽遊白書》和《靈異E接觸》連載期間的助手，日後創作描寫助手生活的《先生白書》。

## 外部連結
- . （原始内容存档于2020-10-29） （日语）.
- 冨樫義博的X（前Twitter）
- 冨樫義博在豆瓣上的资料（简体中文）